# Скереда дворічна
{{#ifeq:0|0|{{#if:Crepis biennis|{{#if:|[[]}}|[[]]}}}}
Скереда дворічна (Crepis biennis) — вид рослин з родини айстрових (Asteraceae), поширений майже в усій Європі (у т. ч. Україні).

## Опис
Дворічна рослина 50–100(120) см заввишки. Стебло дерев'янисте при основі, верхня частина розгалужена, рясно вкрита листя. Містять молочний латекс. Листки: в прикореневій розетці й чергуються на стеблі. Розетка на землі, засихає рано. Найнижчі стеблові листи черешкові, верхні листи безчерешкові. Листова пластина перисто-лопатева, вузька при основі, грубо волосиста, лопаті конічні, вигнуті у бік основи. Квіткові голови згруповані в щиткоподібному скупченні. Приквітки квіткового кошика розташовані у два ряди, мають довжину від 10 до 13 мм, чорнувато-зелені, зовнішні приквітки волосаті, а внутрішні — шовковисті. Квітки згруповані в квіткові голови 2.5–3 см впоперек. Віночок золотисто-жовтий, кінець 5-ти зубчастий. Тичинок 5. Сім'янка жовтувата або червонувато-коричнева, 10–20-ребриста, довжиною 4–7.5 мм, папуси м'які, білі, 5–7 мм. 2n = 40.

## Поширення
Поширений майже в усій Європі (у т. ч. Україні); натуралізований у Фінляндії, Норвегії, Швеції, на сході США й у Ньюфаундленді й Лабрадорі (Канада); також культивується.

## Галерея

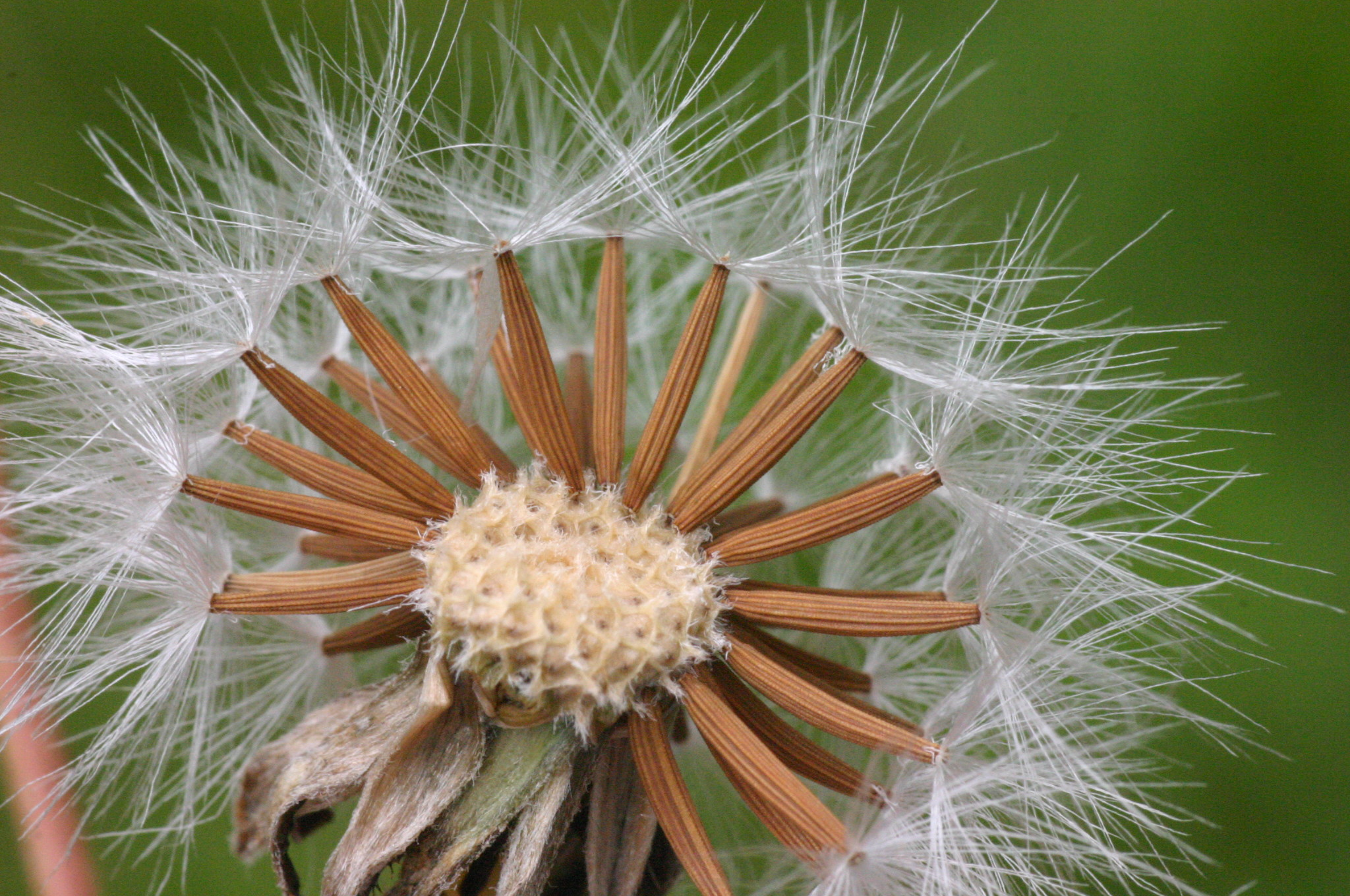
сім'янки з папусами
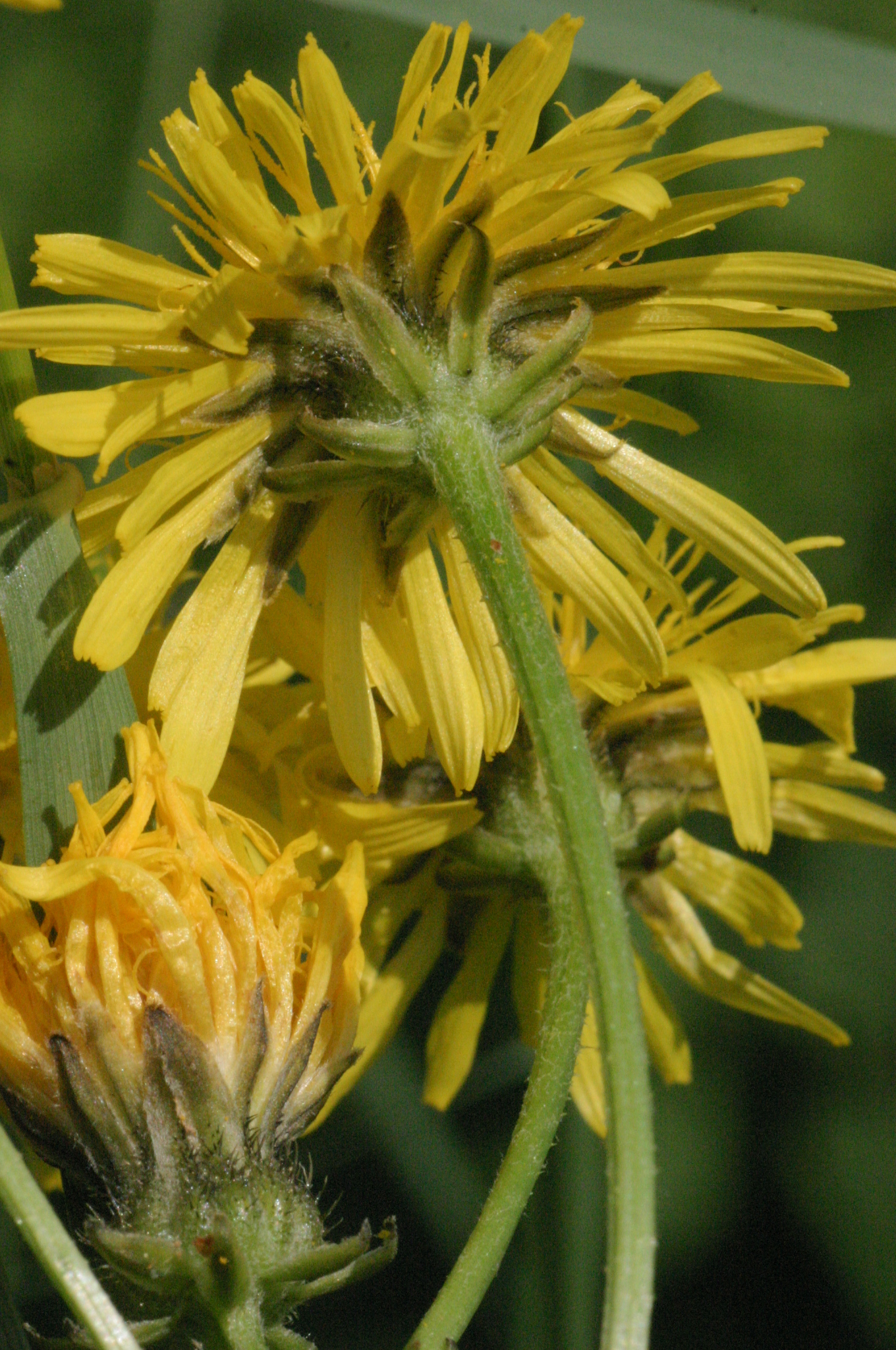
квіткова голова, вид знизу
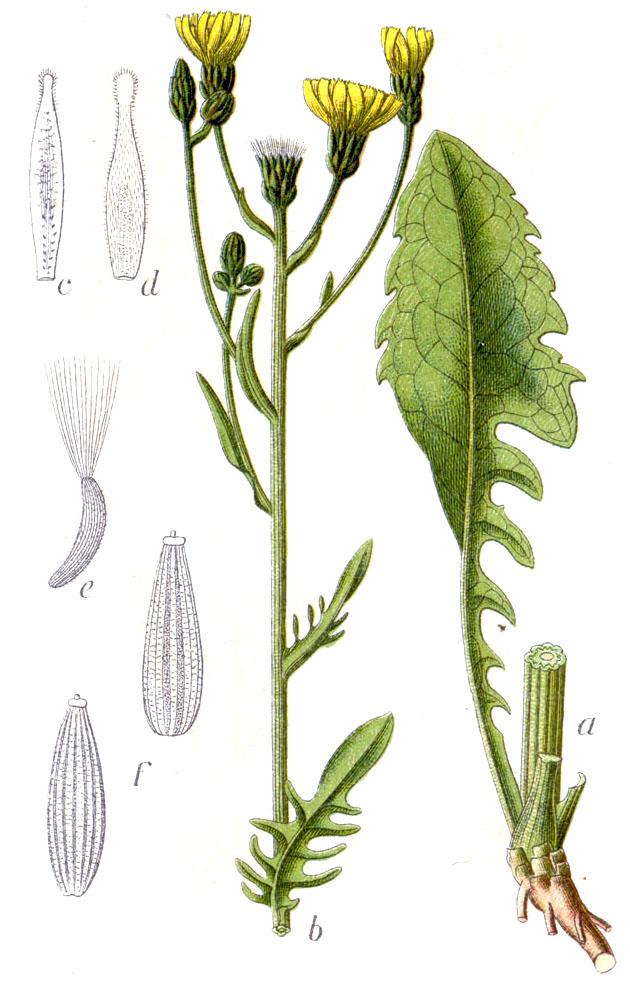
ілюстрація